# Ołeksa Jarema

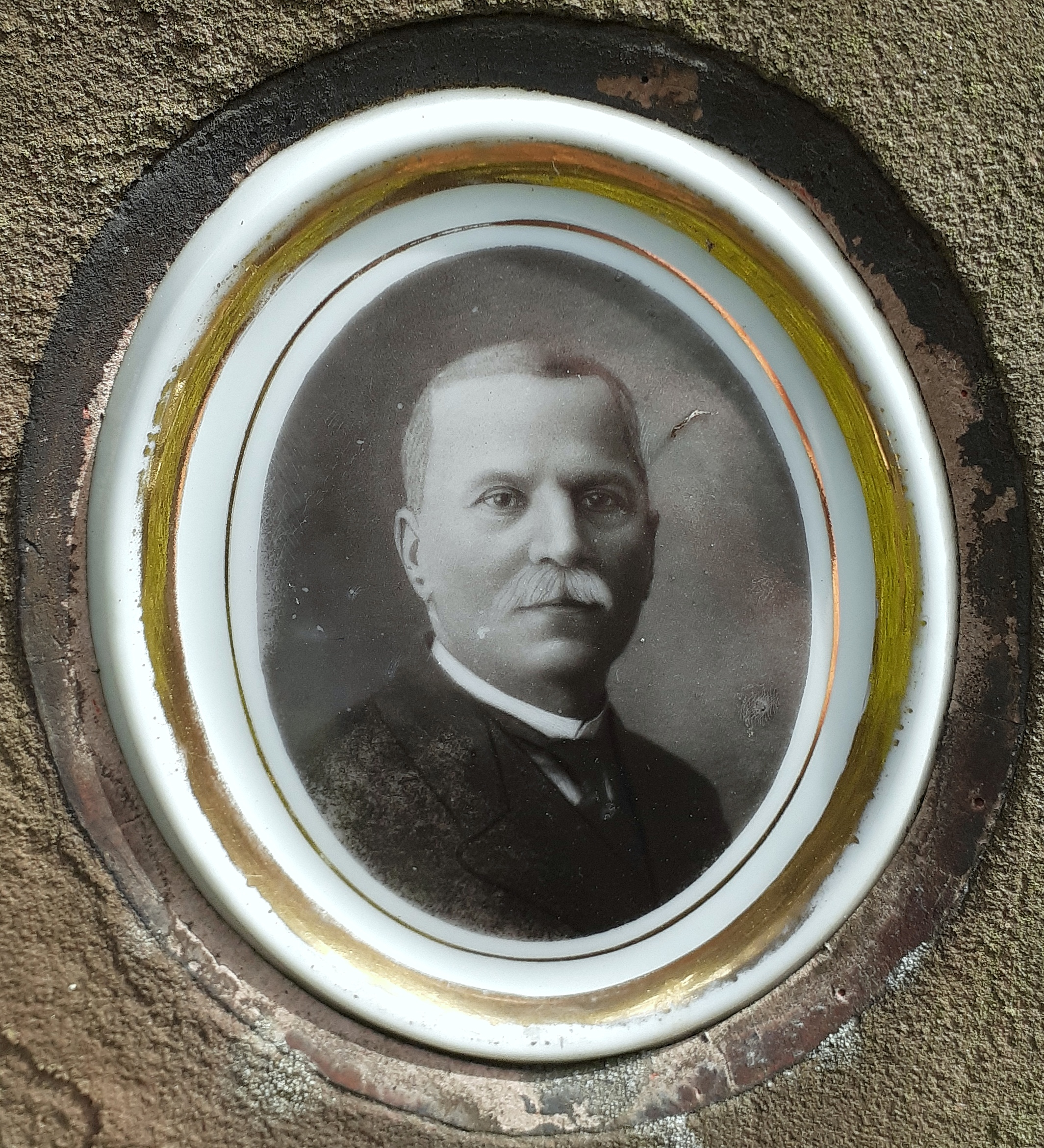
O. Jarema

Ołeksa (Ołeksij, Aleksy) Jarema (ur. 14 marca 1855 w Drozdowicach, zm. 21 listopada 1930 w Przemyślu) – ukraiński działacz społeczny i kulturalny, pedagog - filolog klasyczny, mecenas sztuki.
W latach 1885–1890 był nauczycielem gimnazjum akademickiego we Lwowie, w latach 1890-1909 nauczycielem ukraińskiego gimnazjum w Przemyślu. W latach 1910–1921 był dyrektorem żeńskiego gimnazjum i liceum przy Ukraińskim Instytucie dla Dziewcząt.
Był przewodniczącym kilku ukraińskich organizacji kulturalnych (m.in. Proswity) i ekonomicznych w Przemyślu, jak również członkiem Ukraińskiej Rady Narodowej Zachodnioukraińskiej Republiki Ludowej.